# Intrusión salina

Esquema de la intrusión salina

La intrusión salina es el proceso por el cual los acuíferos costeros están conectados con el agua del mar. Esto supone que el agua salada (procedente del mar) fluye hacia el subsuelo continental mezclándose con las reservas de agua dulce. Este proceso se debe a la mayor densidad del agua del mar (debido a que contiene más solutos) que el agua dulce. Esta diferencia de densidades provoca que la presión en el fondo de una columna de agua salada sea mayor que la de una columna de agua dulce de la misma altura. Si se conectaran ambas columnas por debajo, el agua salada fluiría hacia la columna de agua dulce. El proceso se detiene cuando la columna de agua dulce se hace mayor, la presión aumenta y consigue igualar a la intrusión de agua de mar. Si se extrae toda el agua dulce, el agua salada inunda el acuífero y resulta muy difícil de recuperar.
El aumento en el nivel del mar como consecuencia del cambio climático también favorece los procesos de intrusión salina.

## Comportamiento hidrológico

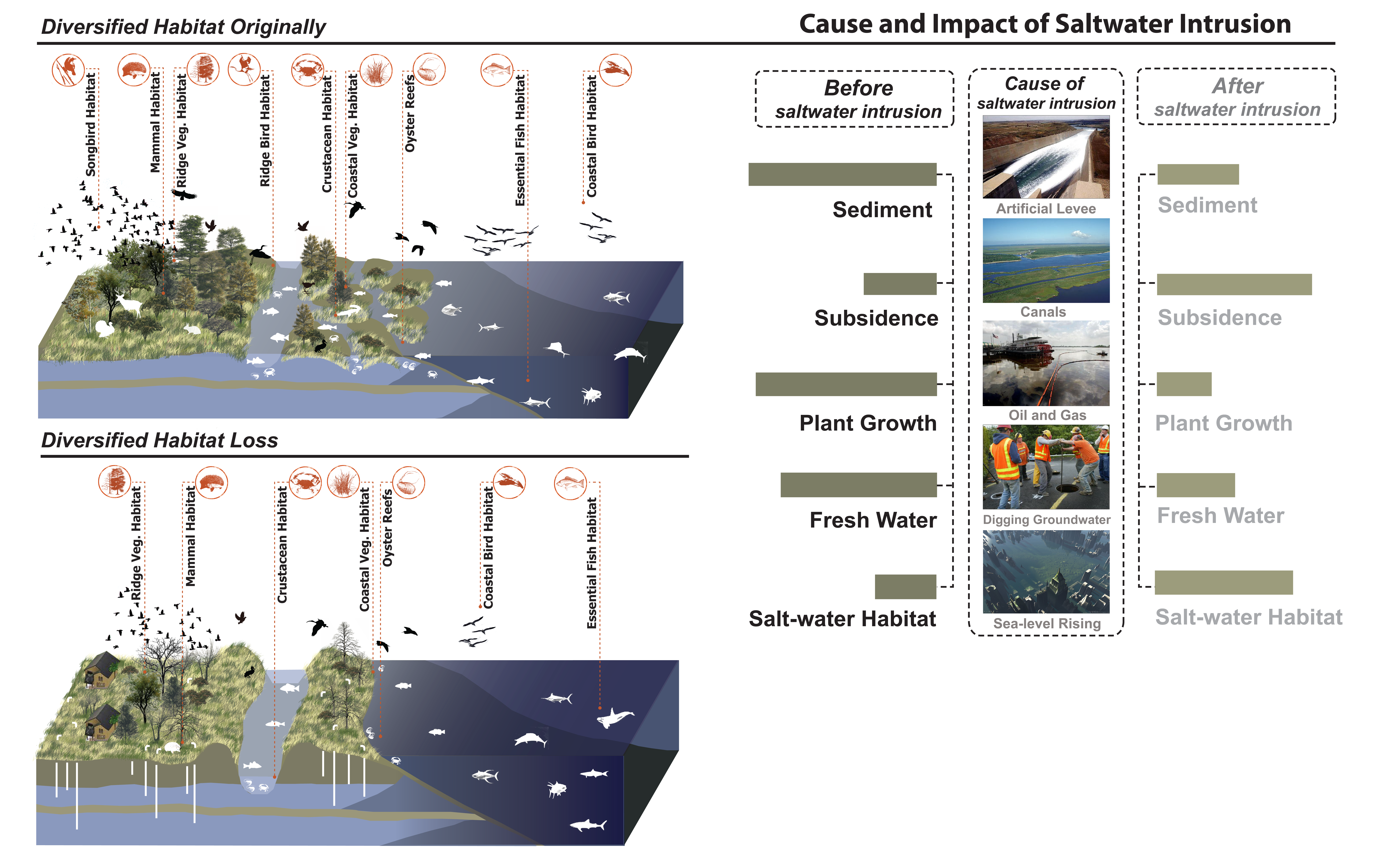
Intrusión salina

La intrusión salina se produce cuando el agua salada, más densa, se introduce desde el mar hacia los acuíferos costeros.
Esto se produce si se reduce el nivel freático de agua dulce, o se eleva el nivel medio del mar.
En ambos casos, disminuye la altura de la falda por encima del nivel del mar y por lo tanto también la que está por debajo del nivel del mar: el agua salada se eleva y se mueve penetrando en el continente. La superficie de separación entre agua dulce y salada se llama cuña salina. El bombeo de agua dulce de los acuíferos costeros provoca una disminución del nivel de la falda; la construcción de canales, o la elevación del nivel medio del mar, provocado por el calentamiento global provocan también una elevación de la cuña salina.
La primera formulación física de  este fenómeno fue desarrollada en 1886 por Oliver Badon-Ghyben y, sucesivamente y en forma independiente por A. Herzberg (1901). La expresión matemática es conocida como de Ghyben-Herzberg., que se basa en el equilibrio de las presiones ejercida por el agua dulce y salada.

En la ecuación: 
{\displaystyle z={\frac {\rho _{f}}{(\rho _{s}-\rho _{f})}}h}
El espesor de la zona saturada de agua dulce, por encima del nivel del mar, se representa con {\displaystyle h} mientras que, con {\displaystyle z} se representa el espesor del agua dulce por debajo del nivel del mar.
Los dos espesores {\displaystyle h} y {\displaystyle z} están relacionados con las densidades {\displaystyle \rho _{f}} y {\displaystyle \rho _{s}} respectivamente del agua dulce y del agua salada. Considerando una densidad de 1 g/cm3 para el agua dulce a 20 °C y 1,025 g/cm³ para el agua salada, la ecuación puede ser simplificada a:
{\displaystyle z\ =40h}.
.
Ejemplo: si el nivel freático de agua dulce se sitúa a 1.0 m s. n. m., esta se extiende por otros 40.0 m por debajo del nivel medio del mar.
La sobrexplotación de acuíferos costeros produce descenso de los niveles piezométrica y por lo tanto avance tierra adentro de la interface agua dulce-agua salada en los acuíferos costeros. Una mezcla de agua dulce con 2 % de agua salada la hace no apta para consumo humano. A medida de la proximidad de los pozos a la línea de costa hay mayor probabilidad de salinización por agua marina.
La salinización del acuífero costero puede estar atribuida también a sedimentos marinos parcialmente lavados dentro o en zonas aledañas al acuífero,  desplazamiento de agua salada atrapada en formaciones profundas, infiltración de aguas salobres desde estuarios o fuentes superficiales, entre otros.
Los seres humanos son otra causa de la intrusión salina, ya que con la contaminación costera constante, provoca grandes derrumbes de acuíferos, formando así la intrusión salina.

## Efectos indeseables de la intrusión salina
Entre los efectos indeseables se destacan: áreas del acuífero inutilizadas por elevada salinidad, abandono de captaciones, necesidad de buscar nuevas áreas de explotación, ascenso posterior de niveles freáticos con problemas de inundación de sótanos de edificaciones cercanas a la línea de costa, etc.
En lo posible se debe evitar la ocurrencia de la intrusión salina, ya que la recuperación de los acuíferos puede ser muy costosa. No obstante, existen diversas metodologías para lograr la recuperación de las áreas afectadas. Entre estas metodologías se destacan la construcción de barreras físicas en la línea de costa; implementación de barreras hidráulicas de inyección; recarga artificial, reducción de los volúmenes de explotación de agua subterránea; reubicación de los pozos de explotación y depresión de la cuña salina por bombeo.

## Evaluación de la vulnerabilidad de acuíferos costeros
A diferencia de otros procesos de contaminación, que se producen desde la superficie del terreno hasta el nivel freático, la intrusión salina  causada por el mar es un fenómeno de migración lateral. Los métodos actuales para evaluar la vulnerabilidad de acuíferos sólo toman en cuenta la migración vertical de contaminantes. El método GOD (Foster and Hirata, 1988) y el método DRASTIC (Aller et al, 1987) han sido ampliamente usados en distintos escenarios del mundo para evaluar la vulnerabilidad de acuíferos a los impactos antrópicos. Sin embargo, en su forma normal no son aplicables a la evaluación de la vulnerabilidad de un acuífero por intrusión marina. Bacanegra et al (2001), propuso 2 nuevos indicadores, el SEA-GIndex y el SEA-Dindex, que están orientados a evaluar la intrusión salina lateral y no tienen en cuenta el movimiento vertical de contaminantes desde la superficie del terreno, por tanto, no incluyen las variables de suelo y zona no saturada. La implementación de uno de estos indicadores se encuentra en el artículo "vulnerabilidad a la intrusión marina de acuíferos costeros con ArcGis".